# André Baptista
André Baptista é um cantor, fadista português nascido em Lisboa, capital de Portugal e berço do Fado.

## Biografia
André Baptista nasceu em Lisboa (Portugal) ao dia 19 do mês de Abril.
As suas raízes familiares estão no Alentejo e foi lá, em Sines, que passou toda a sua infância.
De regresso a Lisboa, ingressa no curso de História da Arte, acabando por se licenciar em Conservação e Restauro. Na área musical, a sua formação passa pelo curso de Produção e Promoção de Música na World Academy.
Desde cedo mostra aptidão para a música, acabando por se estrear a cantar acompanhado à guitarra e viola em Porto Covo, num jantar de magusto. A partir daí, sucedem-se os convites para actuações, dos quais se destacam os primeiros já na capital, no antigo Centro de Congressos da FIL – Feira Internacional de Lisboa, no Castelo de S. Jorge, na Estufa Real do Jardim Botânico da Ajuda e no Convento do Beato.
Para além das suas actuações em terreno nacional, passou também por algumas comunidades portuguesas, nomeadamente em Inglaterra, França, Itália e Suíça.
A sua estreia discográfica aconteceu em 2009 com o álbum “Um Fado Nasce” prestando tributo ao centenário e à obra de Alberto Janes, autor responsável por alguns dos maiores êxitos de Amália Rodrigues, no mesmo em que passava um década de ausência física da Diva do Fado.
Em 2013, surge o seu segundo disco que, tal como o primeiro, foi editado pela CNM - Companhia Nacional de Música e produzido pelo fadista Gonçalo Salgueiro. Este segundo álbum de André Baptista intitula-se “Gentes do Fado”. Sendo totalmente constituído por poemas escritos por fadistas, este fonograma realça assim a vertente poética de grandes nomes do Fado como Amália Rodrigues, Fernanda Maria, Teresa Tarouca, Frei Hermano da Câmara, Tristão da Silva, Fernando Farinha, Manuel de Almeida, entre outros.
Podemos também encontrar a voz de André Baptista em algumas antologias de Fado editadas pelas etiquetas portuguesas ‘Companhia Nacional de Música’, ‘Farol Música’ e pela internacional ‘Arc Music’.
Em 2014 a Fundação Amália Rodrigues. distinguiu André Baptista com um prémio, o Prémio Revelação atribuído por um júri presidido pelo músico e cantor Tozé Brito e formado pela produtora musical Conceição Carvalho, a maestrina Joana Carneiro, a produtora de rádio e televisão Cristina Condinho e o realizador de rádio Joaquim Maralhas, que justificaram a atribuição deste troféu referindo que “é um jovem que se vem revelando seguro e apurado, na utilização das suas qualidades vocais e emocionais.” A entrega deste prémio ocorreu a 6 de Outubro, na IX Gala Amália, que aconteceu no Teatro Municipal São Luiz, transmitida pela RTP1 e Antena1 André Baptista actuou e recebeu o Prémio que lhe foi atribuído, numa noite de celebração de Amália Rodrigues e do seu legado e onde outras figuras do fado também foram laureadas, nomeadamente os fadistas Frei Hermano da Câmara, Ana Moura, José Manuel Barreto, Carlos Macedo e o poeta Manuel Alegre.
As actuações de André Baptista têm acontecido em nome próprio e em partilha com grandes nomes do fado como são exemplo as suas participações na gala “Nasci Para o Fado”, de Filipe La Féria, transmitida a partir do Salão Preto e Prata do Casino do Estoril pela RTP 1; nas galas Rádio Amália realizadas no Fórum Luísa Todi, em Setúbal, no Salão Paroquial São João de Brito e no Auditório dos Oceanos do Casino Lisboa; nas apresentações do livro “Meu Peito Rasgado a Fogo” da poetisa Maria de Lourdes De Carvalho, que tiveram lugar no Museu do Fado e no Auditório Maestro Frederico de Freitas na sede da SPA - Sociedade Portuguesa de Autores; no espectáculo “Cantar Para Fernanda Maria” no Teatro Armando Cortez e no espectáculo “Fado, Passado e Presente”, em homenagem a Manuel de Almeida, no mesmo local; na homenagem a José La Féria, no Museu do Fado.
No Alentejo, foi também atracção de Fado no Teatro de Revista, participando como artista convidado em três peças deste género.
O nome de André Baptista tem vindo também a figurar o cartaz de vários Festivais de Música, como no mais relevante festival de Fado ‘Santa Casa Alfama’ (nas edições de 2018 e 2020) e no festival deste mesmo género musical ‘Maré de Fado’ (nas edições de 2017 e 2021). De especial relevância é a participação de André em 2017 no FMM - Festival Músicas do Mundo de Sines, um dos mais premiados e importantes festivais de verão a nível internacional onde à sua actuação a solo, transmitida na íntegra pela Antena1, foi ainda somado o convite a participar no espectáculo do mestre da guitarra portuguesa António Chainho.
Participou já em diversos programas de rádio e televisão nacionais e no âmbito das comemorações do centenário de Amália Rodrigues, cantou no programa "Autores" da 'SPA - Sociedade Portuguesa de Autores'.
Passou por algumas das casas típicas de Fado em Lisboa mas é na Casa de Linhares que André Baptista canta desde 2011 e onde a sua voz pode ser escutada no ambiente natural do Fado com regularidade.

## Discografia

#### solo[41]
- "Um Fado Nasce", André Baptista, CNM - Companhia Nacional de Música, 2009
- "Gentes do Fado", André Baptista, CNM - Companhia Nacional de Música, 2013

#### compilações[42]
- "Este Meu Fado", CD1, Farol Música, 2014
- "Tanto Fado", CD3, Farol Música, 2014
- "Fado Sem Tempo", Farol Música, 2014
- "Male Voices os Fado", Arc Music, 2014
- "The Story of Fado", vol.2, CNM - Companhia Nacional de Música, 2014
- "The Story of Fado", CD2, CNM - Companhia Nacional de Música, 2015
- "Fado & Sardinhas", CD2, CNM - Companhia Nacional de Música, 2015
- "Fado do Eléctrico", CD2, CNM - Companhia Nacional de Música, 2017

## Prémios
- Prémio (revelação) Amália Rodrigues 2014, Fundação Amália Rodrigues.[8][9]